# Rezerwat przyrody Wygon Grabowiecki
Wygon Grabowiecki – faunistyczny rezerwat przyrody w województwie lubelskim, w powiecie zamojskim, w gminie Grabowiec, na terenie wsi Grabowiec-Góra. Znajduje się w zasięgu terytorialnym Nadleśnictwa Strzelce, ale poza jego gruntami.
- powierzchnia (według aktu powołującego): 6,38 ha[1]
- dokument powołujący: Zarządzenie Ministra Ochrony Środowiska, Zasobów Naturalnych i Leśnictwa z dnia 11 grudnia 1995 roku w sprawie uznania za rezerwat przyrody (M.P. z 1996 r. nr 5, poz. 62).
- położenie geograficzne: Działy Grabowieckie, gmina Grabowiec, na południe od zabudowań wsi Grabowiec-Góra.
- przedmiot ochrony (według aktu powołującego): zachowanie ze względów naukowych i dydaktycznych stanowiska susła perełkowanego (jedno z siedmiu w Polsce[3]).

Rezerwat obejmuje pas pastwiska (wygonu) ciągnącego się po obu stronach drogi gruntowej prowadzącej ze wsi Grabowiec-Góra na południe do Czartorii.
W zbliżonych granicach powołano specjalny obszar ochrony siedlisk sieci Natura 2000 „Wygon Grabowiecki” PLH060027, który zajmuje powierzchnię 8,37 ha. W pobliżu znajduje się rezerwat „Rogów”.